# National Tennis League
La National Tennis Leagues (NTL) è stata una serie di tornei per tennisti professionisti fondata nel 1967 da George MacCall. Nel 1970 fu venduta al World Championship Tennis (WCT), una lega di tennis professionistica in competizione gestita da Lamar Hunt.

## Storia
La National Tennis League fu formata dall'ex capitano della Coppa Davis degli Stati Uniti George MacCall nel 1967, come organo di governo di un circuito del tennis professionistico americano. MacCall firmò contratti ingaggiando diversi giocatori, tra cui Arthur Ashe, Rod Laver, Roy Emerson e Stan Smith.
La NTL seguì sulla scia della partenza di MacCall dall'esistente International Professional Tennis Association (IPTA), che era stata organizzata dal promotore Wallace Dill nel 1966 e precedette il World Championship Tennis (WCT), finanziato da Lamar Hunt e David Dixon. La NTL differiva dall'IPTA e dalla WCT per essere stata la prima a firmare contratti professionali con donne oltre agli uomini.
Il 1º aprile 1968 Billie Jean King divenne la prima donna dell'era Open a firmare un contratto da professionista per un tour, in un gruppo con Rosie Casals, Françoise Dürr e Ann Haydon-Jones come sezione femminile della National Tennis League.
(Ann Haydon Jones, A Game to Love)
Nel giugno 1969 Fred Podesta formò la Tennis Champions Inc. e divenne la società madre della NTL con Podesta come presidente e MacCall come direttore esecutivo.
Tuttavia, ad eccezione dei tornei del 1969 e del 1971, molti dei migliori giocatori saltarono gli Australian Open, a causa della lontananza, delle date scomode (intorno a Natale e Capodanno) e del basso montepremi. Nel 1970 la National Tennis League (NTL), che aveva come membri Rod Laver, Ken Rosewall, Andrés Gimeno, Pancho Gonzales, Roy Emerson e Fred Stolle, impedì ai suoi giocatori di partecipare al torneo perché le garanzie erano insufficienti. Il torneo fu infine vinto da Arthur Ashe.
Entrambe le organizzazioni professionali, la NTL e la WCT, vietarono ai loro giocatori sotto contratto di partecipare ai Grandi Slam a un certo punto durante il loro breve mandato e questo creò dei contrasti con l'International Lawn Tennis Federation, il predecessore dell'attuale ITF. Questo fu il catalizzatore che portò all'abbandono della distinzione tra tennisti dilettanti e professionisti e nel 1968, l'inizio dell'era Open: tutti i tennisti potevano competere in tutti i tornei di tennis. George MacCall vendette i contratti dei giocatori della NTL a Lamar Hunt nel luglio 1970 e divenne il primo commissario del World TeamTennis nel 1974. Alcuni dei giocatori con cui firmò contratti furono: Rod Laver, Ken Rosewall, Roy Emerson, Pancho Gonzales, Fred Stolle, Billie Jean King e Rosie Casals. Girò il mondo per ingaggiare giocatori e molti tornei dovettero trattare proprio con George per avere i suoi giocatori come partecipanti dei loro eventi.

### Guadagno NTL 1969[10]
1. Rod Laver : 30 settimane, $ 123.405
2. Roy Emerson : 30 settimane, $ 62.655
3. Ken Rosewall : 20 settimane, $ 46.800
4. Pancho Gonzales : 22 settimane, $ 46.320
5. Fred Stolle : 28 settimane, $ 43.115
6. Andrés Gimeno : 21 settimane, $ 35.115